# فرودگاه الفونس
فرودگاه الفونس (به انگلیسی: Alphonse Airport) یک فرودگاه خصوصی است که یک باند فرود بتن و چمن دارد و طول باند آن ۱۲۱۴ متر است. این فرودگاه در کشور سیشل قرار دارد و در ارتفاع ۳ متری از سطح دریا واقع شده است.